# 克里斯塔圖爾姆山
47°34′3″N 12°18′59″E / 47.56750°N 12.31639°E

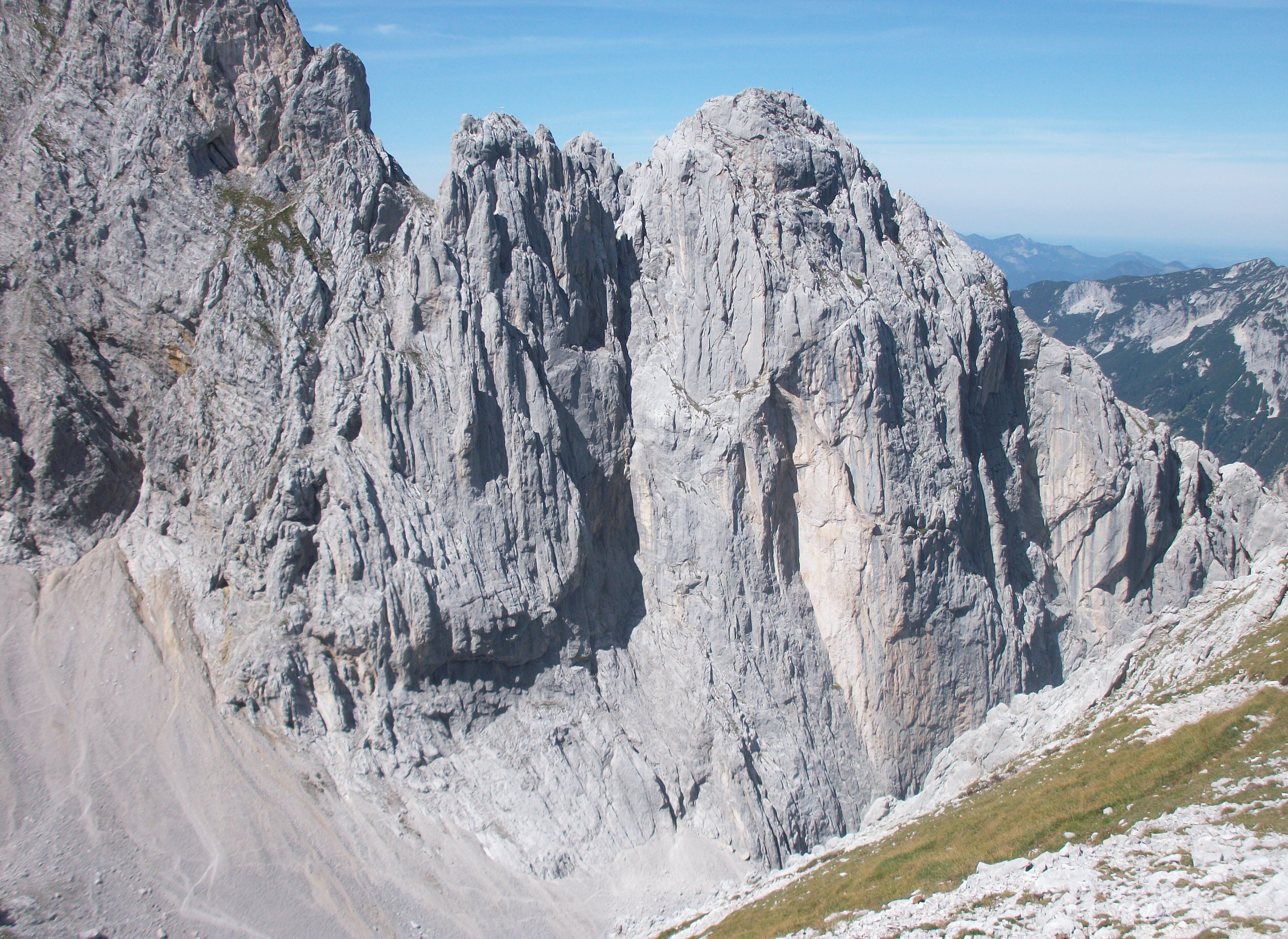

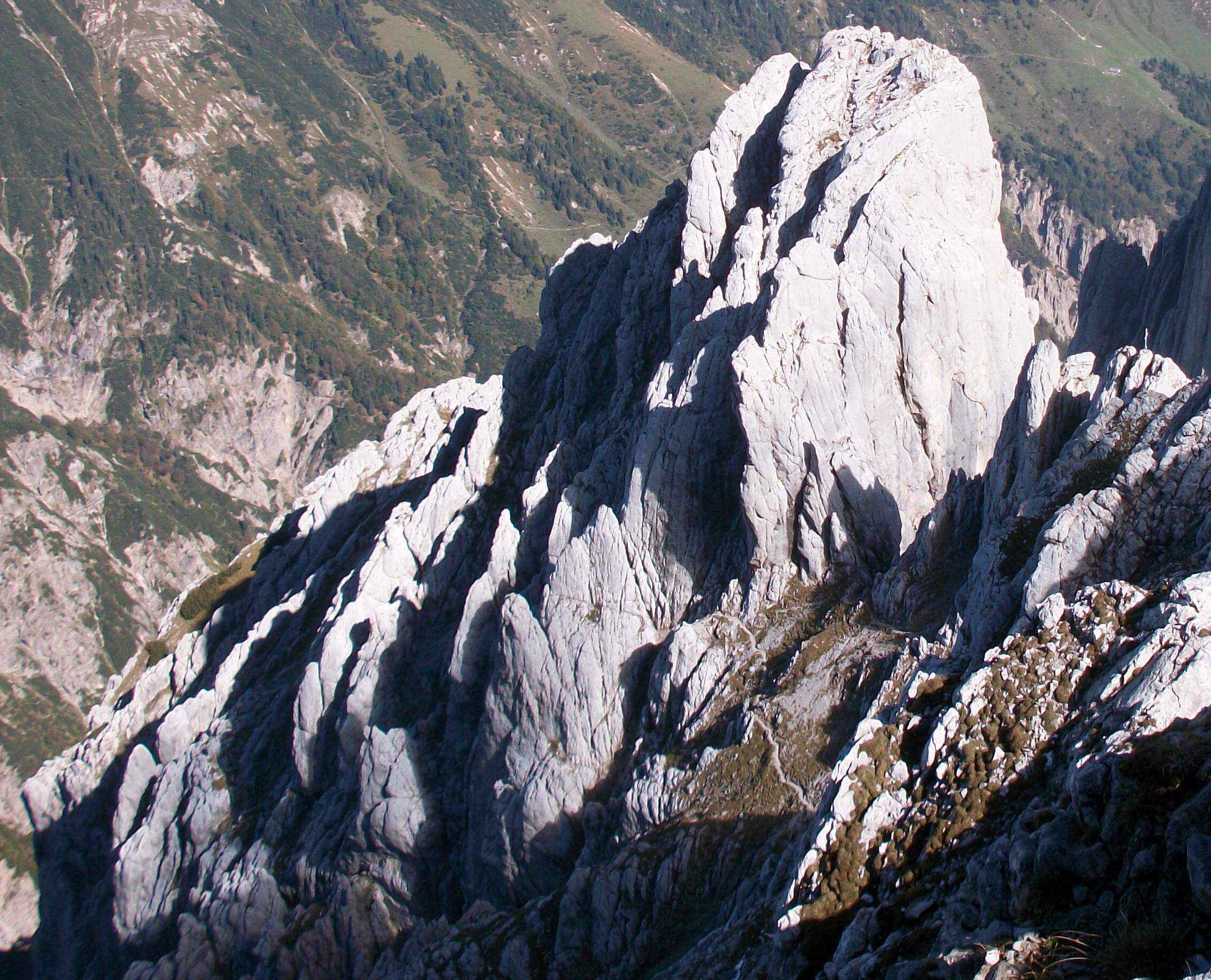

克里斯塔圖爾姆山（德語：Christaturm），是奧地利的山峰，位於該國西部，由蒂羅爾州負責管轄，屬於皇帝山脈的一部分，距離卡爾峰0.04公里，海拔高度2,170米。